# Spade (Texas)
Spade és una concentració de població designada pel cens dels Estats Units a l'estat de Texas. Segons el cens del 2000 tenia 100 habitants.

## Demografia
Segons el cens del 2000, Spade tenia 100 habitants, 38 habitatges, i 31 famílies. La densitat de població era de 19,7 habitants per km².
Dels 38 habitatges en un 39,5% hi vivien nens de menys de 18 anys, en un 55,3% hi vivien parelles casades, en un 18,4% dones solteres, i en un 15,8% no eren unitats familiars. En el 15,8% dels habitatges hi vivien persones soles el 7,9% de les quals corresponia a persones de 65 anys o més que vivien soles. El nombre mitjà de persones vivint en cada habitatge era de 2,63 i el nombre mitjà de persones que vivien en cada família era de 2,84.
Per edats la població es repartia de la següent manera: un 28% tenia menys de 18 anys, un 15% entre 18 i 24, un 32% entre 25 i 44, un 15% de 45 a 60 i un 10% 65 anys o més.
L'edat mediana era de 29 anys. Per cada 100 dones de 18 o més anys hi havia 94,6 homes.
La renda mediana per habitatge era de 36.250 $ i la renda mediana per família de 36.875 $. Els homes tenien una renda mediana de 23.750 $ mentre que les dones 26.250 $. La renda per capita de la població era d'11.917 $. Aproximadament el 21,2% de les famílies i el 14,9% de la població estaven per davall del llindar de pobresa.

## Poblacions més properes
El següent diagrama mostra les poblacions més properes.